# Eugène Rambourgt
Pour les articles homonymes, voir Rambourgt.
Eugène Rambourgt, né le 4 octobre 1844 à Coursan (Aube) et mort le 30 octobre 1914 aux Riceys (Aube), est un homme politique français.

## Biographie
Après des études de droit, il entame une carrière administrative, dans les cabinets ministériels en 1871 puis comme sous-préfet de 1872 à 1878. Élu maire de Coursan en 1878, il se consacre à son département. Conseiller général du canton d'Ervy-le-Châtel, il sera plus tard président du conseil général. Député de l'Aube de 1889 à 1893, sénateur de 1896 à 1914, il siège au groupe de l'Union républicaine et se consacre aux questions viticoles, se faisant le défenseur du vignoble champenois.

## Sources
- « Eugène Rambourgt », dans le Dictionnaire des parlementaires français (1889-1940), sous la direction de Jean Jolly, PUF, 1960 [détail de l’édition]